# Vassili Golod

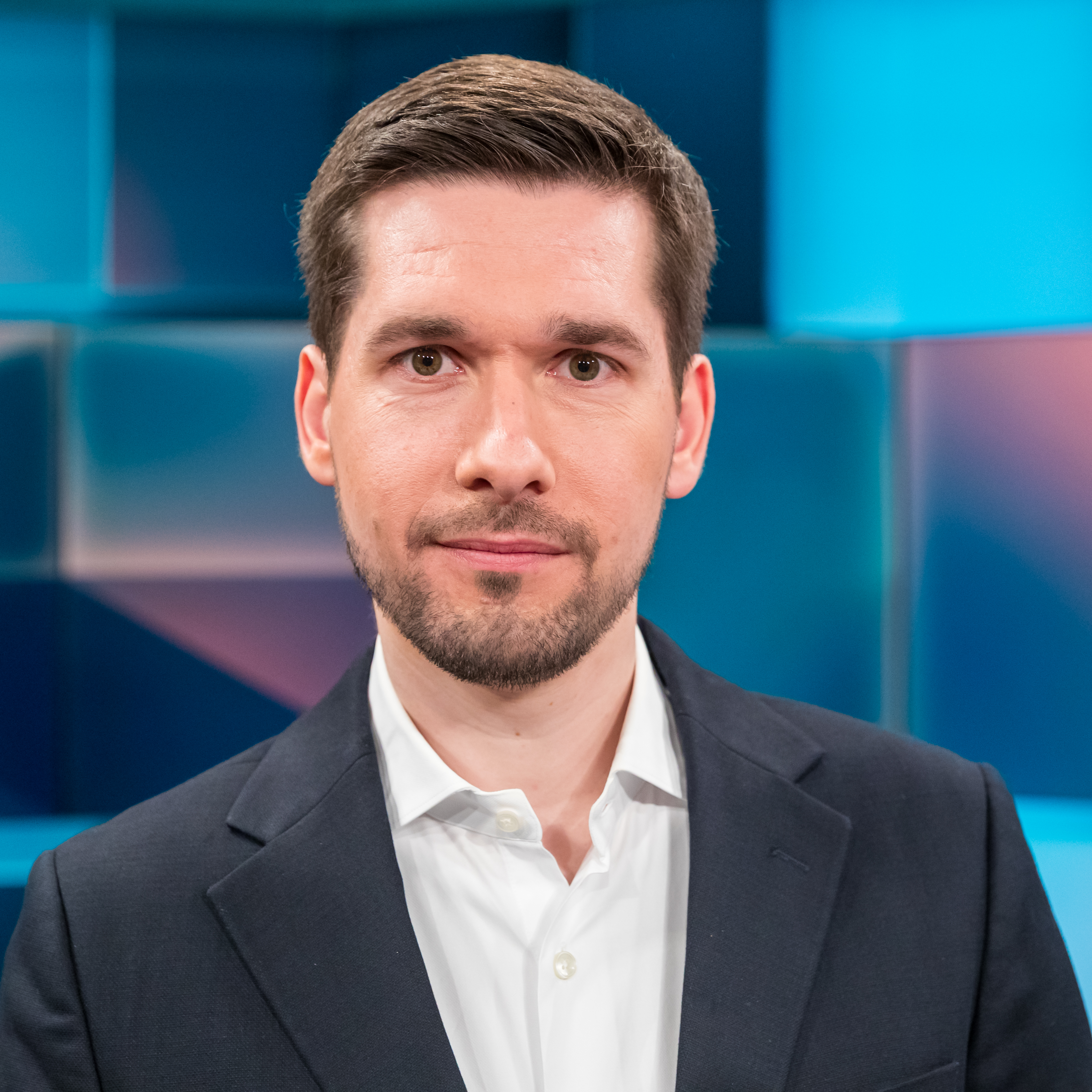
Vassili Golod (2025)

Vassili Golod (ukrainisch Василь Голод/Wassyl Holod; * 11. März 1993 in Charkiw) ist ein deutscher Journalist. Er arbeitet als Auslandskorrespondent bei der ARD.

## Werdegang
Golod wurde im Jahr 1993 als Sohn einer Russin und eines Ukrainers in Charkiw geboren. Im Alter von zwei Jahren zog er mit seiner Familie nach Bad Pyrmont in Deutschland, wo er aufwuchs und das dortige Gymnasium besuchte. Während seiner Schulzeit schrieb er für die Deister- und Weserzeitung. Er studierte Politik- und Geschichtswissenschaft an der Universität Göttingen und der Aberystwyth University.
Während des Studiums arbeitete er als Social-Media-Manager für den Deutschen Fechter-Bund.
In seinem Studium befasste Golod sich vertiefend mit der Geschichte der Ukraine und der Geschichte Russlands.
Als freier Mitarbeiter war er für den Radiosender Radio Aktiv, die Rheinische Post und den Norddeutschen Rundfunk tätig. Sein Volontariat absolvierte Golod beim Westdeutschen Rundfunk im ARD-Auslandsstudio in Moskau. Dort berichtete er in sozialen Medien unter anderem über die Präsidentschaftswahl in Russland 2018. Anschließend folgte eine Tätigkeit im ARD-Studio in London. Im Sommer 2021 wurde er Chef vom Dienst für die Nachrichten und Magazine beim WDR in Köln. Seit dem russischen Überfall auf die Ukraine im Jahr 2022 berichtet er als Korrespondent aus der Ukraine. Im September 2023 übernahm er die Leitung des ARD-Studios Kiew.
Zusammen mit Jan Kawelke und Salwa Houmsi betreibt er den Podcast „Machiavelli – Rap & Politik“. Golod spricht fließend Deutsch, Russisch und Ukrainisch.

## Reportagen
- Ukraine – Krieg im Leben, Fernsehreportage. 2023.